# Far brugte ikke noget
Far brugte ikke noget er et show af Det Brune Punktum udgivet i 2002. Fra showet kommer bl.a. sangen "Kom Lad Os Gå".
Musikken blev produceret af Nikolaj Steen og blev udgivet på en CD samme år.

## Spor
1. "Kom Lad Os Gå"
2. "Sommerven"
3. "Evig Kærlighed"
4. "Dans"
5. "Jeg Kom Til Det Igen"
6. "Spring Ud"
7. "Din Krop Er Din Kammerat"
8. "En Rytter Med Pistol"
9. "Arbejdsweekend"
10. "Elsker"
11. "Kom Lad Os Gå"
12. "Evig Kærlighed"